# Cytaea clarovittata
Cytaea clarovittata är en spindelart som först beskrevs av Eugen von Keyserling 1881.  Cytaea clarovittata ingår i släktet Cytaea och familjen hoppspindlar. Inga underarter finns listade i Catalogue of Life.